# Lepidium sordidum
Lepidium sordidum là một loài thực vật có hoa trong họ Cải. Loài này được A. Gray mô tả khoa học đầu tiên năm 1852.